# Manjula Gururaj
Manjula Gururaj (kannada: ಮಂಜುಳಾ ಗುರುರಾಜ್) es una cantante de playback india y que cuenta con una voz en off profesional, siendo una de las artistas que ha trabajado principalmente en películas del cine Kannada. Ella tiene, en su haber, muchos miles de temas musicales que han sido interpretadas para bandas sonoras que han sido grandes éxitos y muchos cientos para el cine Kannada, en la música ligera. Ella fue nominada para un Premio Cinematográfico del Estado de Karnataka, por su contribución en las películas y considerada como una de las cantantes más destacadas del género playback durante la década de los años 1980 y a lo largo de los años 1990.
Manjula Gururaj dirige una escuela de música llamada "Escuela de Música Sadhana", que capacita a muchos jóvenes en el campo de la música.

## Biografía
Manjula Gururaj es hija de G. Seetha Lakshmi y Dr.MNRamanna, ella nació el 10 de junio, en Mysore. Estudió ciencias en la Universidad de Bangalore. Ella se entrenó en ambos estilos musicales denominados Hindustani Carnatic, sobre música clásica.

## Carrera
Entró en la industria del cine de kannada como cantante de playback en noviembre de 1983, para interpretar para una película en la que fue nominada para los premios Canarés, titulada "Rowdi Raaja". Ganó popularidad con su canción titulada "Ollage Seridhare Gundu" de la película "Nanjundi Kalyana". También ha cantado para más de 2000 canciones para dicha película en siete idiomas. Además ha cantado para más de otros 12 500 temas musicales incluyendo otros géneros musicales como los devocionales, folclóricos, indi pop, canciones semiclásicas, entre otros en nueve idiomas.